# 帯広岳
帯広岳（おびひろだけ）は、北海道の帯広市と河西郡芽室町の2市町にまたがる標高1,088.8mの山である。山頂には一等三角点「面別山」が設置されている。

## 概要
日高山脈を構成する北日高の山で、主稜線上にあるピパイロ岳から東に伸びる尾根上に伏美岳・妙敷山を経て連なる。帯広川とその支流である雄馬別川の源流が流れる。
山名である「帯広」の名前は「オペレペレケプ（川尻がいくつにも裂けているところ）」が訛り「オベリベリ」となり、現在の地名に変化したと考えられている。

## 登山
かつては登山道があり看板などの痕跡が現在も残されている。しかし現在は廃道となり藪に埋もれるため現在は主に残雪期に登られる。美生川右岸の道路を伏美22線にあるパンケ川が美生川と合流する地点付近から登山道へと入っていく。途中で深沢林道と合流しながら登っていくと看板が設置されている山頂に到着する。